# Elaphoglossum aubertii
Elaphoglossum aubertii là một loài thực vật có mạch trong họ Lomariopsidaceae. Loài này được (Desv.) T. Moore mô tả khoa học đầu tiên năm 1857.